# Paciente de Berlín
El paciente de Berlín (Alemania, años 1970) es un alemán seropositivo de unos 45-55 años de edad, que se mantiene anónimo por su voluntad, que interrumpió su terapia antirretroviral en 1998 (hace 27 años) y desde entonces su carga viral no ha aumentado.
Si bien no se ha curado del VIH/sida como si lo hicieron el estadounidense Timothy Ray Brown (2008) y el venezolano Adam Castillejo (2019), ambos hombres recibieron un trasplante de médula ósea para tratar la enfermedad de Hodgkin y sus donantes portaban la proteína CCR5-Δ32 que es inmune al VIH, puede decirse que ha controlado la enfermedad sin tratamiento.

## Caso

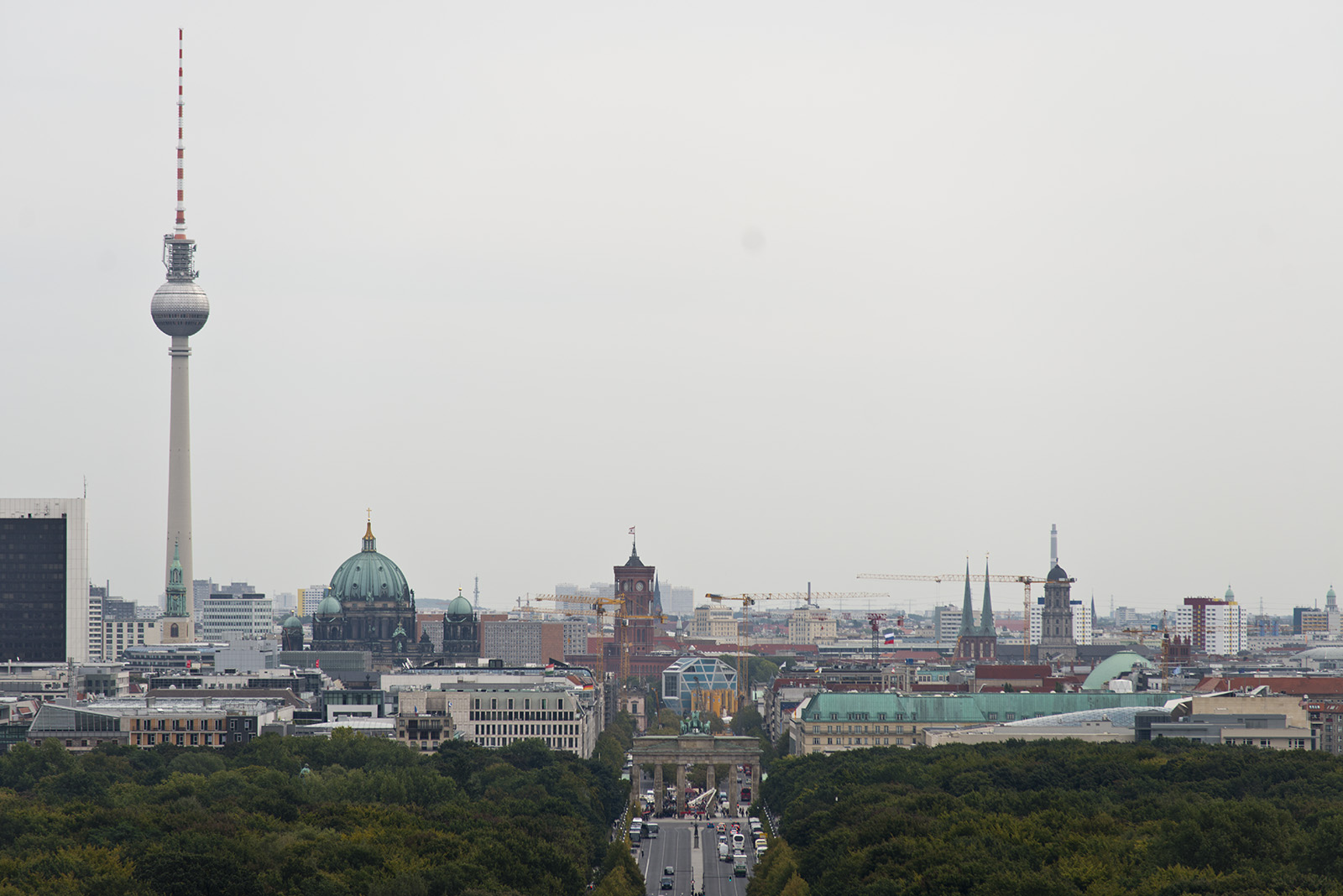
En 1995 el individuo fue diagnosticado en Berlín.

El caso del «paciente de Berlín» fue descrito en 1998. Tras recibir una terapia experimental, el paciente ha mantenido niveles bajos de VIH y ha permanecido sin recibir la terapia antirretroviral (TAR).
Fue paciente del Dr. Heiko Jessen en Berlín, quien en 1995 le diagnosticó una infección aguda por VIH. Le recetó una terapia combinada inusual: didanosina, indinavir e hidroxiurea. La hidroxiurea fue la más inusual de las tres, ya que es un medicamento contra el cáncer no aprobado por la Administración de Alimentos y Medicamentos de los Estados Unidos (FDA) para el tratamiento del VIH. Después de varias interrupciones del tratamiento y cuando el virus se volvió casi indetectable, el paciente abandonó por completo la terapia prescrita.
En 2014, un informe de seguimiento en NEJM concluye: «Una explicación probable para el control de la replicación viral en este paciente es el origen genético, independientemente de la intervención.», aunque este punto aún está en debate. La actualización del NEJM informa: «El individuo posee el alelo HLA-B*57 que se ha asociado con el control del VIH y que una gran proporción de las respuestas de las células T CD8 dirigidas al VIH están restringidas por HLA-B*57.

## Identidad
El «paciente de Berlín» es un varón alemán que en 1998 tenía unos veintitantos años, por lo que en 2024 tiene unos 50 años.
Su historia fue narrada en el libro de 2014 Cured: The People who Defeated VIH, de la estadounidense Nathalia Holt. En la obra es miembro de la «cohorte Visconti», un grupo de 14 pacientes que recibieron la TAR en los años 1990 y que para el momento de la publicación del libro ya no lo hacían y sus cargas virales no aumentaban.
En 2023 el «paciente de Berlín» es el único miembro de la «cohorte Visconti» que sigue indetectable y no recibe terapia antirretroviral.Se espera que su identidad sea relevada en algún momento por él, o si no se deberá esperar hasta su muerte para que se haga pública.

### Confusión en los años 2000
La frase «el paciente de Berlín» se utilizó en 2008 para preservar el anonimato de Timothy Ray Brown, quien vivía y era tratado en Berlín, cuando su caso se presentó en la Conferencia sobre Infecciones Oportunistas y Retrovirus. Brown reveló su identidad en 2010, para evitar la confusión con el individuo de 1998, pero la equivocación de ambos sujetos aún persiste.